# Gerd Zimmermann (Fußballspieler)
Gerhard „Gerd“ Zimmermann (* 26. September 1949 in Jüchen; † 6. April 2022) war ein deutscher Fußballspieler. Der Abwehrspieler wurde 1969/70 mit Borussia Mönchengladbach deutscher Meister und gewann mit Fortuna Düsseldorf zweimal in den Jahren 1979 und 1980 – 1979/80 aber ohne Spieleinsatz – den DFB-Pokal. Insgesamt erzielte der zumeist als Vorstopper agierende Spieler in der Fußball-Bundesliga 44 Tore in 203 Ligaeinsätzen.

## Karriere

### Borussia Mönchengladbach und Fortuna Köln, bis 1974
Zimmermann fing als 6-jähriger Knirps beim VfB Hochneukirch mit dem Fußball im Verein an. In den letzten Jugendjahren wechselte er in die Jugendabteilung von Borussia Mönchengladbach und wurde zur Saison 1968/69 in den Lizenzspielerkader von Trainer Hennes Weisweiler übernommen. In seinem Debütjahr, 1968/69, kam er zweimal als Einwechsel- beziehungsweise Auswechselspieler in der Bundesliga zum Einsatz. Er debütierte bei einer 0:2-Auswärtsniederlage am 3. Mai 1969 beim Hamburger SV, als er in der 85. Minute für Günter Netzer eingewechselt wurde. Am Rundenschlusstag, den 7. Juni 1969, stand er bei einer 5:6-Auswärtsniederlage bei Werder Bremen in der Anfangsformation, wurde aber in der 30. Minute gegen Erwin Spinnler ausgewechselt. In der Abwehr waren die Spieler Hartwig Bleidick, Berti Vogts und Egon Milder gesetzt, um den vierten Platz stritten sich Erwin Spinnler, Rudolf Pöggeler und Helmut Kremers.
Vor seiner zweiten Seniorensaison, 1969/70, verstärkte sich die Borussia mit den zwei bewährten Bundesligaakteuren Ludwig Müller und Klaus-Dieter Sieloff erstklassig in der Defensive und es kam auch noch der dänische Flügelstürmer Ulrik le Fevre an den Bökelberg. Tatsächlich gewann die Elf vom Niederrhein die deutsche Meisterschaft und Zimmermann war in sechs Spielen dabei aufgelaufen. Eine Perspektive hatte er aber nicht, er zog für die Spielpraxis einen Wechsel zu Fortuna Köln in die zweitklassige Fußball-Regionalliga West vor.
Bei der Mannschaft von Präsident und Mäzen Hans Löring gehörte er von Beginn an zu den Leistungsträgern und absolvierte in seinem ersten Jahr in der Südstadt alle 34 Rundenspiele in denen er auch noch drei Tore zum Erreichen des 4. Tabellenranges beisteuerte. Die ersten drei Plätze waren mit gehörigem Abstand durch den VfL Bochum, Fortuna Düsseldorf und den Wuppertaler SV belegt. Fortuna Köln hatte aber durch die Neuzugänge Helmut Bergfelder, Uwe Blotenberg, Wolfgang Glock, Manfred Kreis, Werner Waddey und „Zimbo“ Zimmermann eindeutig an Qualität zugelegt. Es folgten 1971/72 ein 3. und 1972/73 ein 2. Rang in der Regionalliga West und damit der Einzug in die Bundesligaaufstiegsrunde. Dort setzten sich die Mannen von Trainer Martin Luppen gegen den FC St. Pauli, Mainz 05, Karlsruher SC und Blau-Weiß 90 Berlin mit 13:3 Punkten durch und stiegen in die Fußball-Bundesliga auf. Zimmermann hatte für die Fortuna 101 Regionalligaspiele bestritten und 12 Tore erzielt.
Der Aufsteiger ging aber mit dem Handicap, ohne Aufstiegstrainer Luppen, die Herausforderung der Bundesliga meistern zu wollen, an. Präsident Löring versuchte es mit dem Leichtathleten Volker Kottmann, übernahm persönlich interim im Januar 1974 und übergab dann an Ex-Olympiasieger und Ex-Zehnkämpfer Willi Holdorf. Punktgleich mit dem Wuppertaler SV, beide wiesen 25:43 Punkte auf, stieg Fortuna Köln durch das schlechtere Torverhältnis im Mai 1974 wieder in die Regionalliga West ab.
Die Abwehrsäulen Wolfgang Fahrian, Hans-Günter Neues und das auch offensivgefährliche Innenverteidigerpaar Karl-Heinz Struth (9 Tore) und Zimmermann (4 Tore) hatten zwar ihre Bundesligatauglichkeit unter Beweis gestellt, aber die Turbulenzen auf der Trainerseite hatten sicherlich mehr wie nur einen Punkt gekostet. Nach 29 Bundesligaspielen (4 Tore) verließ Zimmermann Fortuna Köln als respektierter Bundesligaspieler und schloss sich Fortuna Düsseldorf in der Bundesliga zur Saison 1974/75 an.
Der Mann aus Mönchengladbach hatte in seiner Zeit bei Fortuna Köln auch internationale Berufungen durch den DFB erhalten. Im Jahr 1973 lief er in fünf Spielen in der Juniorennationalmannschaft U 23 auf (1 Tor) und debütierte auch am 30. April 1974 in der B-Nationalmannschaft bei einem 3:2-Erfolg in Kiel gegen Schweden.

### Fortuna Düsseldorf, 1974 bis 1980
Im Düsseldorfer Kader machte er nochmals leistungsmäßig einen Schritt nach vorne. Die Fortuna belegte 1974/75 den 6. Rang und der Neuzugang aus Köln hatte in 32 Rundenspielen acht Tore erzielt, obwohl Trainer Heinz Lucas im April 1975 durch Manfred Krafft ersetzt wurde. Unter Trainer Dietrich Weise und im Tandem mit Libero Gerd Zewe stellte die Fortuna 1977/78 die beste Abwehr der Liga: Lediglich 36 Gegentore wurden verbucht und der 5. Rang damit erreicht. Die Klasse des Düsseldorfer Vorstoppers mit Offensivqualitäten führten den Mann mit dem harten Schuss auch in Düsseldorf zu vier weiteren Einsätzen in der B-Nationalmannschaft. Im Jahr nach Weise, 1978/79, steigerte Zimmermann unter Hans-Dieter Tippenhauer seine Quote in 31 Bundesligaeinsätzen auf 13 Tore. Beim ersten Auswärtssieg bei Schalke 04 nach 20 Jahren im November 1978 (2:1) zeichnete er sich als zweifacher Torschütze aus und er gehörte auch der Elf an, welche am 9. Dezember 1978 dem FC Bayern München mit 7:1 eine historische Niederlage im Rheinstadion beibrachte. Zum Höhepunkt avancierte aber das Finale um den Europapokal der Pokalsieger am 16. Mai 1979 in Basel gegen den FC Barcelona. Die Katalanen setzten sich in der Verlängerung mit 4:3 durch; Zimmermann hatte in der 81. Minute mit einer schweren Knieverletzung vom Platz genommen werden müssen.
Die entscheidenden Spiele um den DFB-Pokal 1979 – Viertel-, Halb- und Finale – konnte er infolge der Meniskusverletzung aus dem EC-Finale am 16. Mai 1979 nicht bestreiten.
In der Saison 1979/80 übernahm Otto Rehhagel zum 12. Oktober 1979 das Traineramt von Tippenhauer, eine wesentliche sportliche Besserung trat aber bei der Fortuna nicht ein. Mit 32:36 Punkten wurde der Klassenerhalt geschafft, aber „Zimbo“ Zimmermann hatte nach seiner langen Verletzungspause nur in fünf Einsätzen die Berücksichtigung durch Rehhagel erfahren. Ihr Verhältnis war massiv gestört. Unmittelbar vor Rundenbeginn 1980/81 gab es Irritationen um Zimmermann, dessen Vertrag noch ein Jahr lief. Er hatte sich mit Trainer Rehhagel überworfen und wollte mit ihm nicht mehr zusammenarbeiten. Daraufhin suspendierte ihn der Verein. Rechtzeitig zum Trainingsbeginn meldete sich Zimmermann jedoch zurück und bestand auf Einhaltung seines Vertrages. Als er beim ersten Training seine Forderung wiederholte, „entweder der Trainer geht oder ich“, war dieses sogleich für ihn beendet. Es folgte die erneute Suspendierung des „Flattermanns“. Zu einem drohenden Arbeitsgerichtsprozess kam es aber nicht, da die Houston Hurricanes den Düsseldorfer Vorstopper unter Vertrag nahmen.

### Amerika, Kanada und 2. Bundesliga
Es ging 1980 von Düsseldorf nach Houston, die Runde danach nach Kanada zu den Calgary Boomers. Zur Saison 1981/82 kehrte er wieder nach Deutschland zurück und schloss sich SG Union Solingen in der 2. Fußball-Bundesliga an. Für Solingen absolvierte der Rückkehrer 24 Ligaspiele und belegte an der Seite von Mitspielern wie Helmut Pabst, Werner Lenz, Miladin Lazić und Wolfgang Schäfer den 16. Rang
Während der Saison 1982/83 wechselte er am 6. November 1982 von Union Solingen zu Fortuna Köln, wo er aber zu keinem Pflichtspieleinsatz mehr kam.
Zimmermann galt zu seiner Zeit als schussgewaltigster Spieler der Bundesliga. 1978/79 gelangen ihm als Abwehrspieler 13 Treffer, insgesamt schoss er in 203 Bundesligaspielen 44 Tore. Seine „Flattermänner“, aus 30 bis 35 Meter Entfernung auf das Tor geschossen, wurden von den Torleuten gefürchtet. Einsätze in der A-Nationalmannschaft verhinderten in erster Linie die Konkurrenten Rolf Rüssmann und Karlheinz Förster.
Im Spielerlexikon ist zu Zimmermann folgendes notiert: „Ein sehr guter, baumlanger, harter, kopfballstarker Manndecker mit einem gewaltigen Schuss. In der Abwehr war er kein reiner Zerstörer, sondern auch ein guter Fußballer. Bei Fortuna Köln und später Fortuna Düsseldorf war er eine der tragenden Säulen der Mannschaft.“

## Tod
Gerd Zimmermann starb 72-jährig „in der Nähe seines Geburtstortes Jüchen“.